# Blepharita concinna
Blepharita concinna là một loài bướm đêm trong họ Noctuidae.